# Яунаглона
Я́унаглона (латыш. Jaunaglona) — населённый пункт в Прейльском крае Латвии. Входит в состав Аглонской волости. Находится на южном берегу озера Рушонс в 5 км к северу от села Аглона. По данным на 2018 год, в населённом пункте проживало 167 человек.
В селе сохранились постройки бывшего поместья «Каменец» (главный дом, часовня, конюшня).

## История
В советское время населённый пункт входил в состав Аглонского сельсовета Прейльского района. В селе располагалось среднее сельское профессионально-техническое училище № 8.